# Bueno Brandão (político)
Júlio Bueno Brandão (Ouro Fino, 11 de julho de 1858 — Rio de Janeiro, 21 de março de 1931) foi um político brasileiro. Governou por duas vezes o estado de Minas Gerais durante a República Velha.

## Vida
Filho de Francisco de Paiva Bueno, comerciante e coronel da Guarda Nacional, e de Francisca Paiva Sanches, cursou o ensino fundamental em Ouro Fino. Desde muito jovem trabalhou como balconista no estabelecimento comercial da família, passando a estudar sozinho. Em 1879 foi aprovado em exame de qualificação e passou a advogar na comarca de Ouro Fino. Bueno Brandão não cursou nenhuma faculdade de Direito, e ainda assim foi juiz de Direito de Camanducaia, juiz municipal e delegado de Ouro Fino de 1882 a 1883. Segundo o historiador Antônio de Paiva Moura, trata-se do "mais bem sucedido autodidata da magistratura mineira".

## Atuação política
A carreira política de Bueno Brandão iniciou-se em 1883, como vereador de Ouro Fino, função que desempenhou até 1887. Já no início da República, em 1891, o presidente do estado de Minas Gerais, Crispim Jacques Bias Fortes, nomeou Bueno Brandão presidente do Conselho de Intendência de Ouro Fino. Em 1892 elegeu-se presidente da Câmara Municipal. Durante a República Velha, o cargo de prefeito era exercido pelo presidente da Câmara Municipal. Sob sua administração, foram construídas estradas municipais, rede de abastecimento de água, feitas melhoras no serviço de telefonia, fundados a Escola Prática de Agricultura, a associação jornalística e literária da cidade e o jornal A Gazeta de Ouro Fino, foi criada a escola primária municipal e executadas obras de urbanização na cidade.
Em 1893 elegeu-se deputado estadual, defendendo até 1898 dois mandatos consecutivos na Assembleia Legislativa, onde foi líder do governo, relator da Comissão de Orçamento e presidente da Comissão de Assuntos Municipais.
Ingressou na política federal ao se eleger senador federal por Minas Gerais em 1897, sendo depois reeleito para um mandato até 1908. Neste período acumulou o cargo de vice-presidente do estado de Minas Gerais. Com a morte do presidente estadual João Pinheiro, em 1908, Bueno Brandão renunciou ao Senado Federal para assumir o governo de Minas Gerais, onde permaneceu de 25 de outubro de 1908 até 3 de abril de 1909. Com a eleição de Venceslau Brás para cumprir o resto do mandato de João Pinheiro no governo de Minas Gerais, Bueno Brandão retornou a Ouro Fino, onde permaneceu até ser eleito presidente estadual para o período de 1910 a 1914 pelo Partido Republicano Mineiro (PRM).
Durante seu governo, articulou o Pacto de Ouro Fino, que garantiu por mais vinte anos a aliança entre os Estados de São Paulo e Minas Gerais no exercício da presidência da República, período também conhecido como República do café-com-leite.
Após seu mandato de presidente estadual, Bueno Brandão também foi senador estadual (1915), deputado federal (1917-1920), presidindo a Câmara de maio de 1920 a maio de 1921, e senador federal (1924-1930).